# Poranki
Poranki es una ciudad censal situada en el distrito de Krishna  en el estado de Andhra Pradesh (India). Su población es de 25545 habitantes (2011). Se encuentra a 38 km de Guntur y a 4 km de Vijayawada. 

## Demografía
Según el censo de 2011 la población de Poranki era de 25545 habitantes, de los cuales 12438 eran hombres y 13107 eran mujeres. Poranki tiene una tasa media de alfabetización del 87,05%, superior a la media estatal del 67,02%: la alfabetización masculina es del 88,90%, y la alfabetización femenina del 85,30%.